# Juozas Erlickas
Juozas Erlickas (* 3. března 1953, Svirkančiai) je litevský spisovatel, básník, publicista.

## Životopis
Mezi lety 1971–1975 studoval litevská studia na univerzitě ve Vilniusu. Od roku 1995 pracuje jako inspektor Výboru ochrany přírody, pracuje také v divadle. Pracuje v novinách Lietuvos rytas.

## Tvorba
Píše básně, humoresky, divadelní hry. Svou první humoristickou knihu Proč? vydal v roce 1979. Typickým rysem jeho tvůrčího stylu je zvrat a kontaminace. Tragikomické nálady jeho děl je dosaženo použitím metafor klasické litevské literatury v doslovném smyslu a obrazů každodenního života. Život v postkomunistické Litvě je popisuje antiironicky. Jeho díla byla přeložena do ruštiny, němčiny, polštiny a francouzštiny .